# Cantó de Fontenay-Trésigny
El cantó de Fontenay-Trésigny és una divisió administrativa francesa del departament de Sena i Marne, situat al districte de Provins, al districte de Meaux i al districte de Melun. Creat amb la reorganització cantonal del 2015.

## Municipis
- Bernay-Vilbert
- La Chapelle-Iger
- Les Chapelles-Bourbon
- Châtres
- Chaumes-en-Brie
- Coubert
- Courpalay
- Courquetaine
- Crèvecœur-en-Brie
- Dammartin-sur-Tigeaux
- Évry-Grégy-sur-Yerre
- Faremoutiers
- Fontenay-Trésigny
- Grisy-Suisnes
- Guérard
- La Houssaye-en-Brie
- Limoges-Fourches
- Lissy
- Liverdy-en-Brie
- Lumigny-Nesles-Ormeaux
- Marles-en-Brie
- Mortcerf
- Neufmoutiers-en-Brie
- Ozouer-le-Voulgis
- Pécy
- Le Plessis-Feu-Aussoux
- Pommeuse
- Presles-en-Brie
- Rozay-en-Brie
- Soignolles-en-Brie
- Solers
- Vaudoy-en-Brie
- Voinsles